# El Salvador op de Olympische Zomerspelen 2000
El Salvador nam deel aan de Olympische Zomerspelen 2000 in Sydney, Australië. Net zoals bij hun vorige deelnames won men geen medaille.

## Resultaten en deelnemers

### Atletiek
| Olympiër      | Discipline            | Resultaat | Prestatie             |
| ------------- | --------------------- | --------- | --------------------- |
| Tony Serpas   | 100m (m)              | 65e       | serie 7: 6de in 10,63 |
|               |                       |           |                       |
| Ivis Martínez | 20km snelwandelen (m) | 34e       | 1:38.07               |

### Boogschieten
| Olympiër         | Discipline      | Resultaat | Prestatie                                                                     |
| ---------------- | --------------- | --------- | ----------------------------------------------------------------------------- |
| Cristóbal Merlos | individueel (m) | 33e       | plaatsingsronde: 55ste met 588 punten 1ste ronde: V van USA Wunderle: 150-160 |

### Gewichtheffen
| Olympiër  | Discipline | Resultaat | Prestatie                                                      |
| --------- | ---------- | --------- | -------------------------------------------------------------- |
| Eva Dimas | -69kg (m)  | 12e       | trekken: 11de met 92,5kg stoten: 12de met 110kg totaal 202,5kg |

### Judo
| Olympiër              | Discipline | Resultaat | Prestatie                                               |
| --------------------- | ---------- | --------- | ------------------------------------------------------- |
| Miguel Antonio Moreno | -66kg (m)  | 21e       | voorronde: vrij 1ste ronde: V van GBR Somerville: ippon |

### Schietsport
| Olympiër             | Discipline           | Resultaat | Prestatie             |
| -------------------- | -------------------- | --------- | --------------------- |
| Luisa Cristina Maida | 25m pistool (v)      | 41e       | 557 punten: (278-279) |
| Luisa Cristina Maida | 10m luchtpistool (v) | 41e       | 368 punten            |

### Wielersport
| Olympiër              | Discipline      | Resultaat | Prestatie |
| Baan                  | Baan            | Baan      | Baan      |
| --------------------- | --------------- | --------- | --------- |
| Maureen Kaila Vergara | puntenkoers (v) | 17e       | 0 punten  |

### Zwemmen
| Olympiër          | Discipline          | Resultaat | Prestatie                    |
| ----------------- | ------------------- | --------- | ---------------------------- |
| Francisco Suriano | 100m schoolslag (m) | 37e       | serie 3: 2de in 1.04,31 (NR) |
| Francisco Suriano | 200m schoolslag (m) | 35e       | serie 3: 4de in 2.20,10      |

Albanië · Algerije · Amerikaanse Maagdeneilanden · Amerikaans-Samoa · Andorra · Angola · Antigua en Barbuda · Argentinië · Armenië · Aruba · Australië · Azerbeidzjan · Bahama's · Bahrein · Bangladesh · Barbados · België · Belize · Benin · Bermuda · Bhutan · Bolivia · Bosnië en Herzegovina · Botswana · Brazilië · Britse Maagdeneilanden · Brunei · Bulgarije · Burkina Faso · Burundi · Cambodja · Canada · Centraal-Afrikaanse Republiek · Chili · China · Chinees Taipei · Colombia · Comoren · Congo-Brazzaville · Congo-Kinshasa · Cookeilanden · Costa Rica · Cuba · Cyprus · Denemarken · Djibouti · Dominica · Dominicaanse Republiek · Duitsland · Ecuador · Egypte · El Salvador · Equatoriaal-Guinea · Eritrea · Estland · Ethiopië · Fiji · Filipijnen · Finland · Frankrijk · Gabon · Gambia · Georgië · Ghana · Grenada · Griekenland · Groot-Brittannië · Guam · Guatemala · Guinee · Guinee‑Bissau · Guyana · Haïti · Honduras · Hongarije · Hongkong · Ierland · IJsland · India · Indonesië · Irak · Iran · Israël · Italië · Ivoorkust · Jamaica · Japan · Jemen · Joegoslavië · Jordanië · Kaaimaneilanden · Kaapverdië · Kameroen · Kazachstan · Kenia · Kirgizië · Koeweit · Kroatië · Laos · Lesotho · Letland · Libanon · Liberia · Libië · Liechtenstein · Litouwen · Luxemburg · Macedonië · Madagaskar · Malawi · Malediven · Maleisië · Mali · Malta · Marokko · Mauritanië · Mauritius · Mexico · Micronesië · Moldavië · Monaco · Mongolië · Mozambique · Myanmar · Namibië · Nauru · Nederland · Nederlandse Antillen · Nepal · Nicaragua · Nieuw-Zeeland · Niger · Nigeria · Noord-Korea · Noorwegen · Oeganda · Oekraïne · Oezbekistan · Oman · Oostenrijk · Pakistan · Palau · Palestina · Panama · Papoea-Nieuw-Guinea · Paraguay · Peru · Polen · Portugal · Puerto Rico · Qatar · Roemenië · Rusland · Rwanda · Saint Kitts en Nevis · Saint Lucia · Saint Vincent en Grenadines · Salomonseilanden · Samoa · San Marino ·  Sao Tomé en Principe · Saoedi-Arabië · Senegal · Seychellen · Sierra Leone · Singapore · Slovenië · Slowakije · Soedan · Somalië · Spanje · Sri Lanka · Suriname · Swaziland · Syrië · Tadzjikistan · Tanzania · Thailand · Togo · Tonga · Trinidad en Tobago · Tsjaad · Tsjechië · Tunesië · Turkije · Turkmenistan · Uruguay · Vanuatu · Venezuela · Verenigde Arabische Emiraten · Verenigde Staten · Vietnam · Wit-Rusland · Zambia · Zimbabwe · Zuid-Afrika · Zuid-Korea · Zweden · Zwitserland · Individuele olympische atleten